# Tylko miłość (serial telewizyjny)
Tylko miłość - polski serial obyczajowy, emitowany w telewizji Polsat od 13 września 2007 do 20 września 2009. Łącznie powstało 69 odcinków, których premierowa emisja zakończyła się w 2009 roku.

## Obsada
| Aktor                   | Rola                     | Aktywność |
| ----------------------- | ------------------------ | --------- |
| Bartłomiej Świderski    | Rafał Rozner             | 2007–2009 |
| Małgorzata Kożuchowska  | Maja Kryńska             | 2007–2009 |
| Urszula Grabowska       | Sylwia Sztern            | 2007–2009 |
| Maria Łyszkowska        | Lusia Rozner             | 2007–2009 |
| Andrzej Andrzejewski    | Wiktor Rozner            | 2007–2009 |
| Edyta Herbuś            | Zuzanna Karaś            | 2007–2009 |
| Małgorzata Socha        | Dorota Sztern            | 2007–2009 |
| Ewa Ziętek              | Irena Wilkowska          | 2007–2009 |
| Halina Golanko          | Maria Rozner             | 2007–2009 |
| Maria Pakulnis          | Krystyna Bogusz          | 2007–2009 |
| Jerzy Bończak           | Zdzisław Bogusz          | 2007–2009 |
| Marian Dziędziel        | Leon Kryński             | 2007–2009 |
| Karolina Muszalak       | Alicja Rębacz            | 2007–2009 |
| Bartosz Żukowski        | gangster Mariusz „Korba” | 2007–2009 |
| Wojciech Czerwiński     | Gregor, człowiek „Korby” | 2007–2009 |
| Przemysław Modliszewski | Cichy, człowiek „Korby”  | 2007–2009 |
| Piotr Grabowski         | Tomasz Rataj             | 2007–2009 |
| Tadeusz Huk             | Aleks Tudor              | 2007–2009 |
| Andrzej Młynarczyk      | Jaro                     | 2007–2009 |
| Sambor Czarnota         | Marek Blekicki           | 2007–2009 |
| Igor Stachowiak         | Krzyś                    | 2007–2009 |
| Rafał Cieszyński        | Roland Żurek             | 2007–2009 |
| Wojciech Majchrzak      | inspektor Sobecki        | 2008–2009 |
| Joanna Liszowska        | Paulina Gryn             | 2008–2009 |
| Krzysztof Piechocki     | Kuba Lemański            | 2008–2009 |
| Aleksandra Kisio        | Kama                     | 2008–2009 |
| Andrzej Grabowski       | Maks Wolar               | 2008–2009 |
| Andrzej Nejman          | Adam Sawicki             | 2008–2009 |
| Łukasz Dziemidok        | Jerzy „Yurek” Winiarski  | 2008–2009 |
| Anna Dereszowska        | Karolina                 | 2008–2009 |
| Jolanta Mrotek          | Marzena                  | 2008–2009 |
| Agata Załęcka           | Anna                     | 2008–2009 |
| Mateusz Banasiuk        | Michał                   | 2008–2009 |
| Żora Koroliow           | Sasza Ivanov             | 2008–2009 |
| Zofia Merle             | Szternowa                | 2008–2009 |
| Stanisław Tym           | Sztern                   | 2008–2009 |
| Mariusz Czerkawski      | Ksawery Koniecki         | 2009      |
| Magdalena Różczka       | Ewa                      | 2009      |
| Jacek Kopczyński        | Dziuras                  | 2009      |
| Jan Jurewicz            | Władysław                | 2007–2008 |
| Robert Moskwa           | Paweł Nadolski           | 2007–2008 |
| Jerzy Braszka           | inspektor Rakowiecki     | 2007–2008 |
| Elżbieta Jarosik        | dyrektorka szkoły        | 2007–2008 |
| Wenanty Nosul           | inspektor Grzybowski     | 2007–2008 |
| Wojciech Medyński       | Witold                   | 2007–2008 |
| Katarzyna Sowińska      | Katarzyna Tudor          | 2007–2008 |
| Marcin Sitek            | detektyw                 | 2008      |
| Ireneusz Kozioł         | Gołaszewski              | 2008      |
| Halina Łabonarska       | Anna Sawicka             | 2008      |
| Anna Wojton             | Kicia                    | 2008      |

## Oglądalność
| Odcinek | I seria                          | II seria           | III seria                        | IV seria                     |
| ------- | -------------------------------- | ------------------ | -------------------------------- | ---------------------------- |
| 1       | 1 445 022 (13 września 2007)     | (3 stycznia 2008)  | 2 297 328 (11 września 2008)     | 1 626 228 (5 marca 2009)     |
| 2       | 1 252 608 (20 września 2007)     | (10 stycznia 2008) | 2 603 181 (18 września 2008)     | 1 954 272 (12 marca 2009)    |
| 3       | 1 633 030 (27 września 2007)     | (17 stycznia 2008) | 2 547 133 (25 września 2008)     | 2 045 307 (19 marca 2009)    |
| 4       | 1 135 027 (4 października 2007)  | (24 stycznia 2008) | 2 323 271 (2 października 2008)  | 1 997 767 (26 marca 2009)    |
| 5       | 1 366 132 (11 października 2007) | (31 stycznia 2008) | 2 404 940 (9 października 2008)  | 1 753 748 (2 kwietnia 2009)  |
| 6       | 1 556 123 (18 października 2007) | (7 lutego 2008)    | 2 228 394 (16 października 2008) | 1 775 624 (9 kwietnia 2009)  |
| 7       | 2 127 010 (25 października 2007) | (14 lutego 2008)   | 2 384 270 (23 października 2008) | 1 795 427 (16 kwietnia 2009) |
| 8       | 1 322 666 (1 listopada 2007)     | (21 lutego 2008)   | 2 624 376 (30 października 2008) | 1 630 614 (23 kwietnia 2009) |
| 9       | 2 667 031 (8 listopada 2007)     | (28 lutego 2008)   | 2 570 944 (6 listopada 2008)     | 1 957 411 (30 kwietnia 2009) |
| 10      | 1 222 178 (15 listopada 2007)    | (6 marca 2008)     | 2 532 533 (13 listopada 2008)    | 1 814 300 (7 maja 2009)      |
| 11      | 1 346 179 (22 listopada 2007)    | (13 marca 2008)    | 2 429 727 (20 listopada 2008)    | 1 519 998 (14 maja 2009)     |
| 12      | 1 102 124 (29 listopada 2007)    | (20 marca 2008)    | 2 473 653 (27 listopada 2008)    | 1 452 502 (21 maja 2009)     |
| 13      | 1 335 668 (6 grudnia 2007)       | (27 marca 2008)    | 2 447 759 (4 grudnia 2008)       | 1 556 824 (28 maja 2009)     |
| 14      | 1 344 123 (13 grudnia 2007)      | (3 kwietnia 2008)  | 2 391 853 (11 grudnia 2008)      | 1 498 116 (20 września 2009) |
| 15      | 2 366 783 (20 grudnia 2007)      | (10 kwietnia 2008) | 2 337 703 (18 grudnia 2008)      | -                            |
| 16      | 1 899 370 (27 grudnia 2007)      | (17 kwietnia 2008) | 2 818 882 (19 grudnia 2008)      | -                            |
| 17      | -                                | (24 kwietnia 2008) | -                                | -                            |
| 18      | -                                | (1 maja 2008)      | -                                | -                            |
| 19      | -                                | (8 maja 2008)      | -                                | -                            |
| 20      | -                                | (15 maja 2008)     | -                                | -                            |
| 21      | -                                | (22 maja 2008)     | -                                | -                            |
| 22      | -                                | (29 maja 2008)     | -                                | -                            |
| 23      | -                                | (5 czerwca 2008)   | -                                | -                            |
| średnia | 1 493 681                        | 2 422 753          | 2 463 544                        | 1 760 008                    |

## Spis serii
| Seria | Sezon            | Odcinki    | Premiera serii   | Finał serii      | Pora emisji    | Średnia oglądalność |
| ----- | ---------------- | ---------- | ---------------- | ---------------- | -------------- | ------------------- |
| 1     | jesień 2007      | 1–16 (16)  | 13 września 2007 | 27 grudnia 2007  | czwartek 20.00 | 1 493 681           |
| 2     | zima-wiosna 2008 | 17–39 (23) | 3 stycznia 2008  | 5 czerwca 2008   | czwartek 20.00 | 2 422 753           |
| 3     | jesień 2008      | 40–55 (16) | 11 września 2008 | 19 grudnia 2008  | czwartek 20.00 | 2 463 544           |
| 4     | wiosna 2009      | 56–69 (14) | 5 marca 2009     | 20 września 2009 | czwartek 22.05 | 1 760 008           |

## Nagrody i wyróżnienia
- Telekamery 2009 – V miejsce w kat. Serial obyczajowy
- Telekamery 2010 – V miejsce w kat. Adaptacja serialu zagranicznego